# Costera
Costera Spanyolországban, Valencia Valencia tartományában található comarca. Costera Alto Vinalopó, Canal de Navarrés, Ribera Alta, Safor és Vall d'Albaida comarcákkal határos. Lakosainak száma 73 061 fő (2024).

## Önkormányzatai
- L’Alcúdia de Crespins
- Barxeta
- Canals
- Cerdà
- Estubeny
- La Font de la Figuera
- Genovés, Valencia
- La Granja de la Costera
- Llanera de Ranes
- Llocnou d’En Fenollet
- La Llosa de Ranes
- Mogente
- Montesa, Valencia
- Novelé
- Rotglà i Corberà
- Torrella
- Vallada
- Vallés
- Xàtiva